# 耶稣升天希腊正教主教座堂 (奥克兰)
耶稣升天希腊正教主教座堂（Greek Orthodox Cathedral of the Ascension）是一座希腊正教会的主教座堂，位于美国加州奥克兰林肯大道4700号，毗邻摩门教的加州奥克兰圣殿。
该堂创建于1917年，最初在一个租来的大厅里礼拜，直到1921年5月21日在奥克兰市中心建成东湾地区第一个希腊正教教堂圣母堂。1960年迁移到奥克兰丘陵的现址，并重新命名为耶稣升天堂。
1992年2月，该堂升格为主教座堂。该堂已经从移民教会演变为今天的六代人、1200多教友，为希腊正教会旧金山都主教区最大的希腊正教社区。它作为一个充满活力和多样化的社区进入新的千年。该堂的全能者耶稣像是美洲最大的东正教耶稣像。
该堂举办一年一度的希腊食品和文化节，传统上在母亲节后的周末举行。作为美国最大的此类节日之一，奥克兰希腊节提供各种希腊食品，文化展览，希腊舞蹈和现场音乐。